# Fernando Matos
Fernando Manuel Costa Matos (ur. 1 kwietnia 1941 w Ponta Delgada) – portugalski judoka. Olimpijczyk z Tokio 1964, gdzie zajął dziewiąte miejsce w wadze średniej.
Uczestnik mistrzostw świata w 1971 roku. Uczestnik turniejów.
Chorąży reprezentacji na ceremonii otwarcia igrzysk w Tokio.

## Letnie Igrzyska Olimpijskie 1964
| Konkurencja | Eliminacje         | Eliminacje         | Klas. końcowa |
| Konkurencja | Przeciwnik I       | Przeciwnik II      | Miejsce       |
| ----------- | ------------------ | ------------------ | ------------- |
| -80 kg      | Jorge Lugo (VEN) Z | Isao Okano (JPN) P | 9.            |